# Friedrich Wilhelm Dubut
Friedrich Wilhelm Dubut, Fryderyk Wilhelm Dubut, znana też wersja zapisu nazwiska jako Du But (ur. 24 grudnia 1711 w Berlinie, zm. 4 maja 1779 w Gdańsku) – niemiecki medalier i rzeźbiarz.
Urodził się w rodzinie pochodzącego z Francji, ale mieszkającego w Niemczech rzeźbiarza Charles-Claude’a. Od 1716 rodzina Dubutów przebywała w Monachium i tam Friedrich zaczął uczyć się rzeźbiarstwa, a po zakończeniu nauki podjął pracę w zawodzie. Od 1742 do 1756 pracował dla władcy Saksonii i Rzeczypospolitej Augusta III i w związku z tym mieszkał w obu stolicach, Warszawie oraz Dreźnie, w zależności od aktualnych potrzeb. W roku 1748 został zaangażowany na stanowisku nadwornego medaliera oraz rzeźbiarza. W tym czasie wykształcił się ostatecznie jego styl artystyczny, reprezentujący saskie rokoko. W latach 1756 do 1761 i 1764-1766 mieszkał i tworzył w Rosji, w Petersburgu, skąd w 1761 przeniósł się do Gdańska. Pomimo pozytywnych opinii o jego dziełach wygłaszanych przez współczesnych, Dubut w ostatnich latach życia przeżywał trudności finansowe i skarżył się na małą liczbę zamówień.
Wiadomo, że w czasie pobytu w Gdańsku był żonaty z Anną Rosiną.
F. Dubut tworzył głównie medale upamiętniające różne wydarzenia lub portretowe. Posługiwał się zanikającą już wówczas w medalierstwie techniką modeli woskowych. Wykonywał także rzeźby marmurowe, m.in. króla Augusta III oraz płaskorzeźby i rzeźby woskowe, głównie postaci znanych ludzi, ale też religijne. Z kolei Dubuta sportretował na rysunku w 1773 Daniel Chodowiecki.
Medale autorstwa F. Dubuta znajdują się w kolekcjach: Zamku Królewskiego w Warszawie (srebrny medal z 1760 z okazji stulecia pokoju w Oliwie; autorstwa Dubuta jest tylko rewers), Muzeum Narodowego w Krakowie, Muzeum Narodowego w Lublinie (medal z 1747 z portretem Henryka Brühla), Gabinetu Numizmatycznego Muzeum Narodowego w Poznaniu, Biblioteki Gdańskiej PAN (srebrny medal z 1763 z okazji 25 rocznicy ślubu kupca Benjamina Blecha z Marią Dorotheą Jacobi, 1765), Muzeum Sztuki Medalierskiej we Wrocławiu oraz w drezdeńskich Państwowych Zbiorach Sztuki.